# Набатейське письмо
Набатейське письмо — система консонантного фонетичного письма, що розвинулася з арамейського письма на території Набатеї в II столітті до н. е. і згодом стала основою арабського письма.
Письмо використовувалося спочатку в околицях Петри і проіснувало на території сучасних Йорданії, Ізраїлю, Сирії та Саудівської Аравії з III століття до н. е. по 106 рік н. е., коли Траян після смерті Раббаля II приєднав Набатею до Риму, утворивши на її території провінцію Arabia Petraea.
Велике число набатейських написів висічене в Петрі і її околицях, після падіння набатейського царства монументальні написи змінюються короткими написами набатейським скорописом побутового характеру, поширеними по Синаю, особливо багато їх збереглося в Ваді аль-Мукаттаб («Писана долина»).